# Verwaltungsgemeinschaft Thannhausen
Die Verwaltungsgemeinschaft Thannhausen liegt im schwäbischen Landkreis Günzburg und wird von folgenden Gemeinden gebildet:
1. Balzhausen, 1247 Einwohner, 14,63 km²
2. Münsterhausen, Markt, 1990 Einwohner, 18,47 km²
3. Thannhausen, Stadt, 6409 Einwohner, 20,03 km²

Sitz der Verwaltungsgemeinschaft ist Thannhausen.
Der Verwaltungsgemeinschaft gehörte ursprünglich außerdem die Gemeinde Ursberg (bis 3. Oktober 1978: Bayersried-Ursberg) an, die mit Wirkung ab 1. Januar 1980 entlassen wurde und sich seither allein verwaltet.